# Oxidación de Jones
La oxidación de Jones es una reacción orgánica para la oxidación de alcoholes primarios y secundarios a ácidos carboxílicos y cetonas, respectivamente. Lleva el nombre de su descubridor, Sir Ewart Jones. La reacción fue uno de los primeros métodos para la oxidación de alcoholes. Su uso ha disminuido porque se han desarrollado reactivos más suaves y selectivos, por ejemplo el reactivo de Collins.
El reactivo de Jones es una solución que se prepara disolviendo trióxido de cromo en ácido sulfúrico acuoso. Para efectuar una oxidación de Jones, esta mezcla ácida se añade luego a una solución de acetona del sustrato. Alternativamente, se puede utilizar dicromato de potasio en lugar de trióxido de cromo. La oxidación es muy rápida y bastante exotérmica. Los rendimientos suelen ser altos. El reactivo es conveniente y económico. Sin embargo, los compuestos de Cr(VI) son cancerígenos, lo que disuade el uso de esta metodología.

## Estequiometría y mecanismo.
El reactivo de Jones convertirá alcoholes primarios y secundarios en aldehídos y cetonas, respectivamente. Dependiendo de las condiciones de reacción, los aldehídos pueden convertirse entonces en ácidos carboxílicos. Para las oxidaciones a aldehídos y cetonas, dos equivalentes de ácido crómico oxidan tres equivalentes de alcohol:
2 HCrO4− + 3 RR'C(OH)H + 8 H+ + 4 H2O → 2 [Cr(H2O)6]3+ + 3 RR'CO
Para la oxidación de alcoholes primarios a ácidos carboxílicos, 4 equivalentes de ácido crómico oxidan 3 equivalentes del alcohol. El aldehído es un intermediario.
4 HCrO4− + 3 RCH2OH + 16 H+ + 11 H2O → 4 [Cr(H2O)6]3+ + 3 RCOOH
Los productos inorgánicos son verdes, característicos de los acuocomplejos de cromo (III).
Como muchas otras oxidaciones de alcoholes por óxidos metálicos, la reacción se produce mediante la formación de un éster de cromato mixto: Estos ésteres tienen la fórmula CrO3(OCH2R)-
CrO3(OH)− + RCH2OH → CrO3(OCH2R)− + H2O
Al igual que los ésteres convencionales, la formación de este éster cromato se acelera mediante el ácido. Estos ésteres se pueden aislar cuando el alcohol es terciario porque carecen del hidrógeno α que se perdería para formar el carbonilo. Por ejemplo, utilizando terbutanol, se puede aislar el cromato de terc -butilo ((CH3)3CO)2CrO2), que es en sí mismo un buen oxidante.
Para aquellas estructuras con hidrógeno alfa respecto al oxígeno, los ésteres de cromato se degradan, liberando el producto carbonilo y un producto Cr(IV) mal definido:
CrO3(OCH2R)− → CrO2OH− + O=CHR
Los alcoholes deuterados HOCD2R se oxidan aproximadamente seis veces más lentamente que los derivados no deuterados. Este gran efecto isotópico cinético muestra que el enlace C–H (o C–D) se rompe en el paso limitante de la velocidad.
La estequiometría de la reacción implica la especie de Cr(IV) "CrO2OH−", que se conmuta con el ácido crómico para dar un óxido de Cr(V), que también funciona como oxidante del alcohol.
Se propone que la oxidación de los aldehídos se produzca mediante la formación de intermedios similares a hemiacetales, que surgen de la adición del enlace O3CrO-H− a través del enlace C=O.
El reactivo rara vez oxida enlaces insaturados.

## Reacciones y aplicaciones ilustrativas.
Sigue siendo útil en síntesis orgánica. Se puede utilizar una variedad de técnicas espectroscópicas, incluida la espectroscopía infrarroja, para monitorear el progreso de una reacción de oxidación de Jones. Hubo un tiempo en que la oxidación de Jones se usaba en alcoholímetros.

## Procesos relacionados
Los reactivos principales son el reactivo de Collins, PDC y PCC. Estos reactivos representan mejoras con respecto a los reactivos de cromo (VI) inorgánicos, como el reactivo de Jones.